# Mildred (naam)
Mildred is een Engelse meisjesnaam. De betekenis van de naam is 'mild van kracht'. De naam is zeldzaam in Nederland; het wordt daar niet of nauwelijks gebruikt. De naam Mildred wordt het vaakst gegeven aan Amerikaanse meisjes, en ook wel aan Engelse meisjes.